# Mares

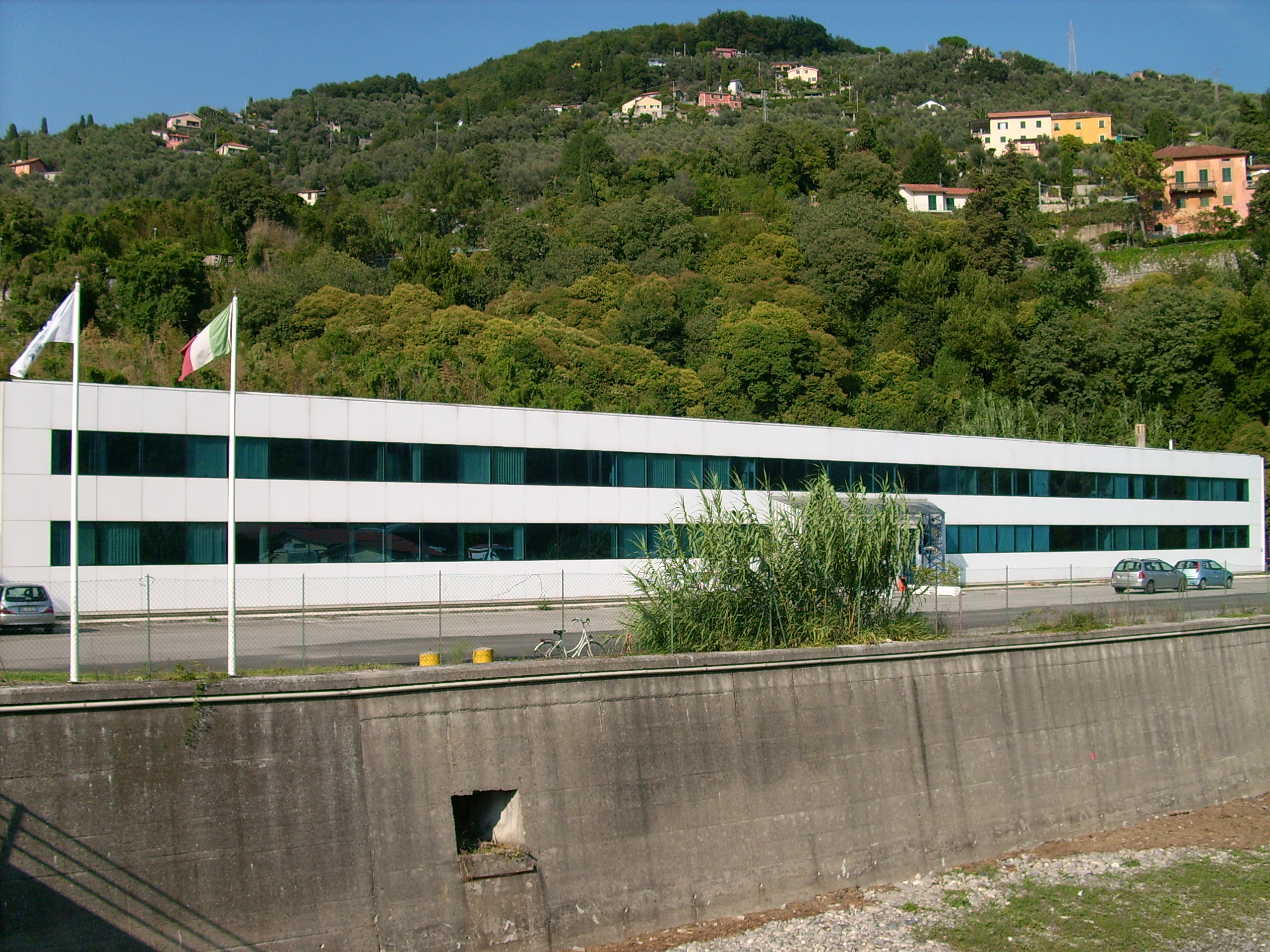
Stabilimento Mares di Rapallo

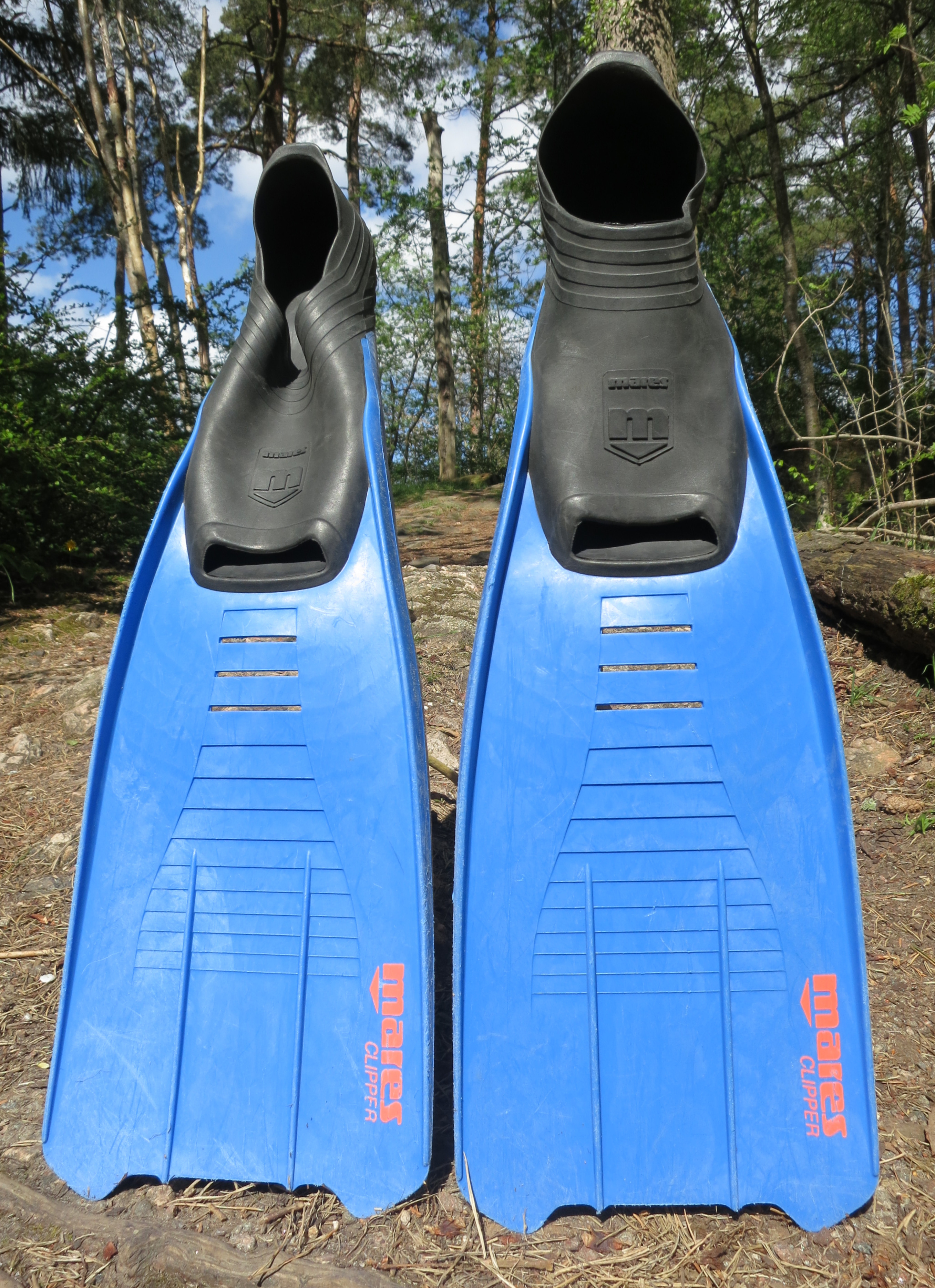
Pinne da nuoto Mares

La Mares S.p.a è un'azienda internazionale, presente in oltre 80 paesi, produttrice di attrezzatura per immersioni. La sede legale è situata a Rapallo, in Liguria, mentre la maggiore sede produttiva è situata a Casarza Ligure, centro di diverse imprese della subacquea.
È inserita nel gruppo Confisub (assieme a Technisub, Cressi Sub, Scubapro Uwatec, Seacsub, Effesub e Omersub), che rappresenta il 70% del mercato internazionale nell'ambito delle attrezzature subacquee.

## Storia
L'origine dell'azienda risale alla Mares Sub fondata a Rapallo nel 1949 dall'apneista Ludovico Mares, in seguito chiamata Mares S.p.A. Ludovico Mares fu anche la persona che sancì il successo del fucile pneumatico per la pesca subacquea, negli anni sessanta e a sperimentare nuovi sistemi di propulsione con pinne fatte di tela cerata e giunco e conservate oggi al Museo del mare di Gorée in Senegal.
Ben lontana da questi tempi e tradizioni è la nuova azienda. La Mares fu acquistata da un gruppo statunitense AMF nel 1971. Oggi è parte dal gruppo europeo Head NV.
Dall'inizio del 2011 Mares ha lanciato una nuova linea di articoli sportivi per il nuoto con il marchio Head Swimming. Il marchio è sponsor tecnico di diverse società sportive e di alcuni atleti di primo piano a livello internazionale quali Filippo Magnini, George Bovell, Steffen Deibler, Ilaria Bianchi e Konrad Czerniak.